# 避風塘 (餐館)
上海避风塘美食有限公司（英語：BI FENG TANG），成立於1998年9月，是一家总部设立于上海的主营港式特色菜肴和点心的餐饮公司。至2013年，避风塘已拥有直营连锁餐馆75家，分布于上海、北京、杭州、南京、苏州、宁波、无锡、南通和常州。其中，上海49家，江苏14家，浙江9家，北京4家。避风塘是中华餐饮名店也是上海市著名商标。此外，还拥有一家制造速冻食品的分公司上海避风塘食品有限公司。
2020年初新冠疫情爆发后，上海避风塘开始主推半成品预包装食物，与第三方平台、新零售达成合作，线上售卖。